# シュペンゲ
シュペンゲ (ドイツ語: Spenge, ドイツ語発音: [ˈʃpɛŋə] ( 音声ファイル)) は、ドイツ連邦共和国ノルトライン＝ヴェストファーレン州デトモルト行政管区ヘルフォルト郡に属す小都市。本市はヴェストファーレン地方、トイトブルクの森の北側にあたるラーフェンスベルガー地方に含まれる。現在のシュペンゲ市は、1969年にそれまでアムト・シュペンゲに含まれていた5つの独立した自治体が合併して成立した。シュペンゲに関する最も古い文献上の記述は 1096年にまで遡る。

## 地理

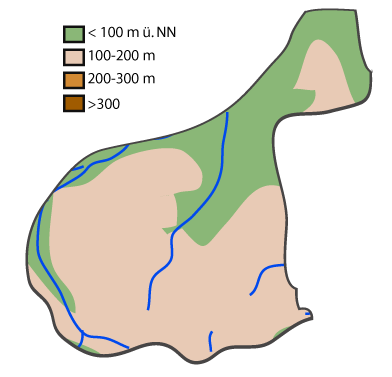
シュペンゲの高度分布

### 位置
シュペンゲは、トイトブルクの森とヴィーエン山地の間にあたるラーフェンスベルガー丘陵地に位置している。トイトブルクの森へ向かう登り斜面の南部では、最高地点は海抜 155 m に達する。シュペンゲ市区の中央部は海抜 90 m である。北部はエルゼ川に向かう下り斜面でヒュッカー・モーア付近の最低地点は海抜 64 m である。エルゼ川は南から北に流れている。エルゼ川支流のヴェルメナウ川が、市の西部及び北西部でニーダーザクセン州のメレとの間の市境をなしている。また、シュペンガー・ミューレンバッハ川はヴェルメナウ川に注ぐ。レンツィングハウゼンで、イェレンベッカー川とベッケンドルファー・ミューレンバッハ川が湧出する。

### 地質学
この地域は、自然環境上ラーフェンスベルガー盆地に属す。これは海抜 50 m から 140 m 程度で緩やかに波打つ丘陵地である。数多くの小さな谷（ジーケと呼ばれる）がしばしば急激に深く切れ込んでいる。地質学的には黄土で覆われたライアス統の地盤にあり、更新世の分割によって丘陵地が形成された。黄土の下にはところどころで氷成粘土が見られる。この他の氷河時代の痕跡としては、漂石が多く見つかることが挙げられる。市域は、北部はエルゼ川の谷に達する。そこには黄土はほとんどなく、小石の河岸段丘で構成されている。北部の、隣接するシュペンゲにまで及ぶヒュッカー湿地付近に泥炭の名残を見ることができる。
地熱ゾンデや地熱ポンプを利用した地熱源の利用に関して、シュペンゲは中程度から好適な環境にある。ヒュッカー・モーア南西部のわずかな部分は大変に適した環境であるがヒュッカー・モーア北東部は適していない。

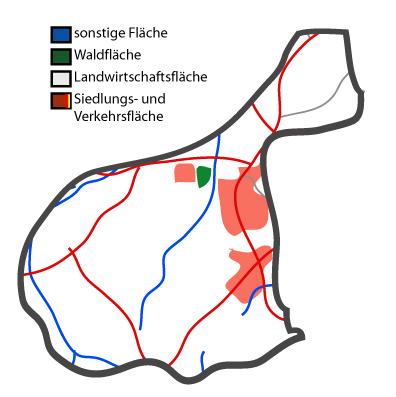
シュペンゲの土地利用図。赤が住宅・交通用地、白が農業用地、緑が森林、青がその他の用途である。

### 市域の広がりと土地利用
シュペンゲの面積は 40.2 km2である。北東軸の長さは最大約 11 km、東西軸は最大 7 km である。最寄りの大都市であるビーレフェルトの中心までは約 14 km、オスナブリュックまでは約 40 km の距離にある。
この地域には森が乏しく、自由地の大部分は集約的農業に利用されている。土地利用科目別の面積を以下に示す。
| 土地利用科目別面積 | 住宅・交通用地 | 農業用地 | 森林  | その他 |
| ------------------ | -------------- | -------- | ----- | ------ |
| 面積 （ha）        | 821            | 2,794    | 356   | 65     |
| 占有率             | 20.4 %         | 69.2 %   | 8.8 % | 1.6 %  |

### 隣接する市町村
シュペンゲは、西はニーダーザクセン州のメレ（オスナブリュック郡）と境を接している。この他の隣接する市町村は、北東がビュンデ、東がエンガー（ともにヘルフォルト郡）、南東がビーレフェルト（郡独立市）、南西がヴェルター（ギュータースロー郡）である。

### 市の構成
シュペンゲ市は、その基本条例 §3によれば5つの地区で構成されている。これらは、1969年以前はアムト・シュペンゲに属す独立した自治体であった。以下の表に5つの地区を人口とともに列記する。
| 地区                       | 人口（人） | 地区図 |
| -------------------------- | ---------- | ------ |
| バールデュッティングドルフ | 1,189      | 地区図 |
| ヒュッカー＝アッシェン     | 1,552      | 地区図 |
| レンツィングハウゼン       | 2,489      | 地区図 |
| シュペンゲ                 | 9,042      | 地区図 |
| ヴァレンブリュック         | 1.193      | 地区図 |

### 気候
エンガーは、オストヴェストファーレン地方全域がそうであるように、中央ヨーロッパの海洋性気候から大陸性気候への移行部に位置している。隣接するヘルフォルト市の長期平均気候データを以下の表に示す。エンガーのデータはこれとほとんど変わりないと考えられる。
| ヘルフォルト（1971年- 2000年の平均値）の気候 | ヘルフォルト（1971年- 2000年の平均値）の気候 | ヘルフォルト（1971年- 2000年の平均値）の気候 | ヘルフォルト（1971年- 2000年の平均値）の気候 | ヘルフォルト（1971年- 2000年の平均値）の気候 | ヘルフォルト（1971年- 2000年の平均値）の気候 | ヘルフォルト（1971年- 2000年の平均値）の気候 | ヘルフォルト（1971年- 2000年の平均値）の気候 | ヘルフォルト（1971年- 2000年の平均値）の気候 | ヘルフォルト（1971年- 2000年の平均値）の気候 | ヘルフォルト（1971年- 2000年の平均値）の気候 | ヘルフォルト（1971年- 2000年の平均値）の気候 | ヘルフォルト（1971年- 2000年の平均値）の気候 | ヘルフォルト（1971年- 2000年の平均値）の気候 |
| 月                                           | 1月                                          | 2月                                          | 3月                                          | 4月                                          | 5月                                          | 6月                                          | 7月                                          | 8月                                          | 9月                                          | 10月                                         | 11月                                         | 12月                                         | 年                                           |
| -------------------------------------------- | -------------------------------------------- | -------------------------------------------- | -------------------------------------------- | -------------------------------------------- | -------------------------------------------- | -------------------------------------------- | -------------------------------------------- | -------------------------------------------- | -------------------------------------------- | -------------------------------------------- | -------------------------------------------- | -------------------------------------------- | -------------------------------------------- |
| 日平均気温 °C （°F）                         | 1.9 (35.4)                                   | 2.4 (36.3)                                   | 5.4 (41.7)                                   | 8.8 (47.8)                                   | 13.4 (56.1)                                  | 15.9 (60.6)                                  | 18.0 (64.4)                                  | 17.7 (63.9)                                  | 14.0 (57.2)                                  | 9.9 (49.8)                                   | 5.5 (41.9)                                   | 3.2 (37.8)                                   | 9.7 (49.5)                                   |
| 降水量 mm （inch）                           | 77.0 (3.031)                                 | 53.0 (2.087)                                 | 68.0 (2.677)                                 | 53.0 (2.087)                                 | 67.0 (2.638)                                 | 81.0 (3.189)                                 | 68.0 (2.677)                                 | 70.0 (2.756)                                 | 75.0 (2.953)                                 | 64.0 (2.52)                                  | 67.0 (2.638)                                 | 84.0 (3.307)                                 | 827.0 (32.559)                               |
| 平均月間日照時間                             | 50.0                                         | 76.0                                         | 106.0                                        | 158.0                                        | 212.0                                        | 193.0                                        | 203.0                                        | 204.0                                        | 134.0                                        | 106.0                                        | 55.0                                         | 38.0                                         | 1,533.5                                      |
| 出典：ドイツ気象庁 (DWD) Herford:            |                                              |                                              |                                              |                                              |                                              |                                              |                                              |                                              |                                              |                                              |                                              |                                              |                                              |

## 歴史

### 宗教改革まで
石器時代の出土品、青銅器時代の墳丘、レンツィングハウゼン地区にあるローマ時代以前の鉄器時代の入植地跡は、最初の定住がローマ時代以前になされたことを示している。この地域は初め、ザクセン人エンゲルン族の土地であったが、1000年頃にザクセン公ヴィドゥキントがカール大帝によって征服された後フランク人の土地となった。最も古い文献上の記録は、ヴァレンブリュックのマリエン教会のレリーフについて1096年に記述されたものである。手に教会の模型を持った若い聖人像を描いたレリーフの石版は現在もここに遺されている。彫られている聖人は12歳で亡くなった教会寄進者ゲルハルトとされている。現在のシュペンゲの福音主義ルター派聖マルティン教会の前身となる教会堂もおそらくは9世紀にまで遡る。ただし、現在の建物は1220年まで「エドレン・フォン・シュペンゲ」と記述される新しい建物であった。この教会のマルティン祭壇は1470年頃に製作された。本市の他の地区は12世紀または13世紀に初めて記録されている。16世紀の宗教改革以降シュペンゲは、他のラーフェンスベルガー地方がそうであったように、ルター派を信仰することとなり、現在でも、カトリックを信仰する隣のニーダーザクセンとの境界線となっている。シュペンゲやラーフェンスベルガー地方の人々は初め国境地帯の真ん中のドルッベル（4から10戸程度の小集落）に住んでいた。世俗支配はフランケンのガウの伯が担い、教会面ではヘルフォルト修道院が重要な役割を演じた。人々はこれらの運営する機関に税を支払わなければならなかった。土地は黄土のために肥沃であり、古くからの入植地であった。住民は急速に増加し、単独相続権と小屋住農制度によって徐々に社会階層が形成されていった。相続人が親の農場を経営した。エルプケッターと呼ばれる相続権のない人々は1000年頃からドルッベルの近くに固有の農場を形成していった。価値のない相続財しか持たないマルクケッターは、1450年頃からは森の中の共有地に農場が造った。こうした開墾部分の管理運営は本来は共同でなされるはずであったが、マルクケッターだけが利用できた。

### 1945年まで
16世紀以降、ホイエルリンゲと呼ばれる土地を持たない社会的下層が形成された。彼らはもはや経済的にも権利上も相続農民に依存した補助的存在ではなく、近くの小屋に住むようになっていった。こうした貧しい社会的階層が15世紀に亜麻栽培や、それをリネンに加工する新たな産業に従事した。こうしたラーフェンスベルガー地方における工業化の初期形態はプロトインダストリーと特徴づけられる。リネン織りの織工は、冬季にアマをラーフェンスベルガー・ライネンとして知られる織布に加工した。プロイセン時代（1614年から）には、リネン織りは税収向上のために奨励され（重商主義）、これによりホイエルリンゲの数は急速に増加した。1770年に共有地はプロイセンの圧力により完全に私有化され、大部分が小規模農家の耕作地となった。こうした小規模農家の所有関係は1960年代まで保持された。この時代にジーケは拡張され、それまでは共有地で飼育されていた家畜のための放牧地が造られた。
フランス統治時代（1807年からヴェストファーレン王国、1811年からフランス帝国直轄、1813年まで）以前、シュペンゲとその地区はラーフェンスベルク伯領のアムト・リムベルクの一部であり、1614年以降はプロイセンの一部となった。ナポレオン時代の終焉後、再びラーフェンスベルク伯が統治し、プロイセン領に戻されたが、1719年からは北に位置するミンデン侯領とともにプロイセンの行政区画ミンデン＝ラーフェンスベルクとして運営された。
19世紀半ばに機械式織機が導入されたためリネン産業は割に合わなくなって行き、これにより農村人口はほとんど増加しなくなった。こうした時期、1860年頃に近隣のビュンデにタバコ産業が興った。シュペンゲの人々は内職や工場でタバコを撒いたりプレスしたりした。木工業も重要な産業であったが、現在では森がほとんど遺っていない。
1843年以降、独立した町村ヴァレンブリュック、ヒュッカー＝アッシェン、シュペンゲ、バルデュッティングドルフ、レンツィングハウゼンは、まとめてアムト・シュペンゲとして運営されることとなった。
1891年8月9日にシュペンゲで、いわゆるシュペンゲの戦いが行われた。これは約 500人の社会民主主義者とゴーフェルトの牧師カール・イスクラウトに率いられた 1,500人の農民を中心とする保守派所属者との間の武力衝突であった。
1900年9月20日にメートル軌のヘルフォルダー軽便鉄道が開業し、1930年代はじめに電化された。行程は シュペンゲ、ジートルング - エンガー - エッティングハウゼン - ズンデルン - ヘルフォルト、クラインバーンホーフであった。
1944年11月4日、フランツィスカ・シュピーゲルが 2人の親衛隊隊員によってビュンデ＝ヴェルフェンの農家から誘拐され、後にヒュッカーホルツで殺害された。この事件を記念して、1991年11月4日に記念碑が設けられ、2006年1月末に破壊行為の的となった。

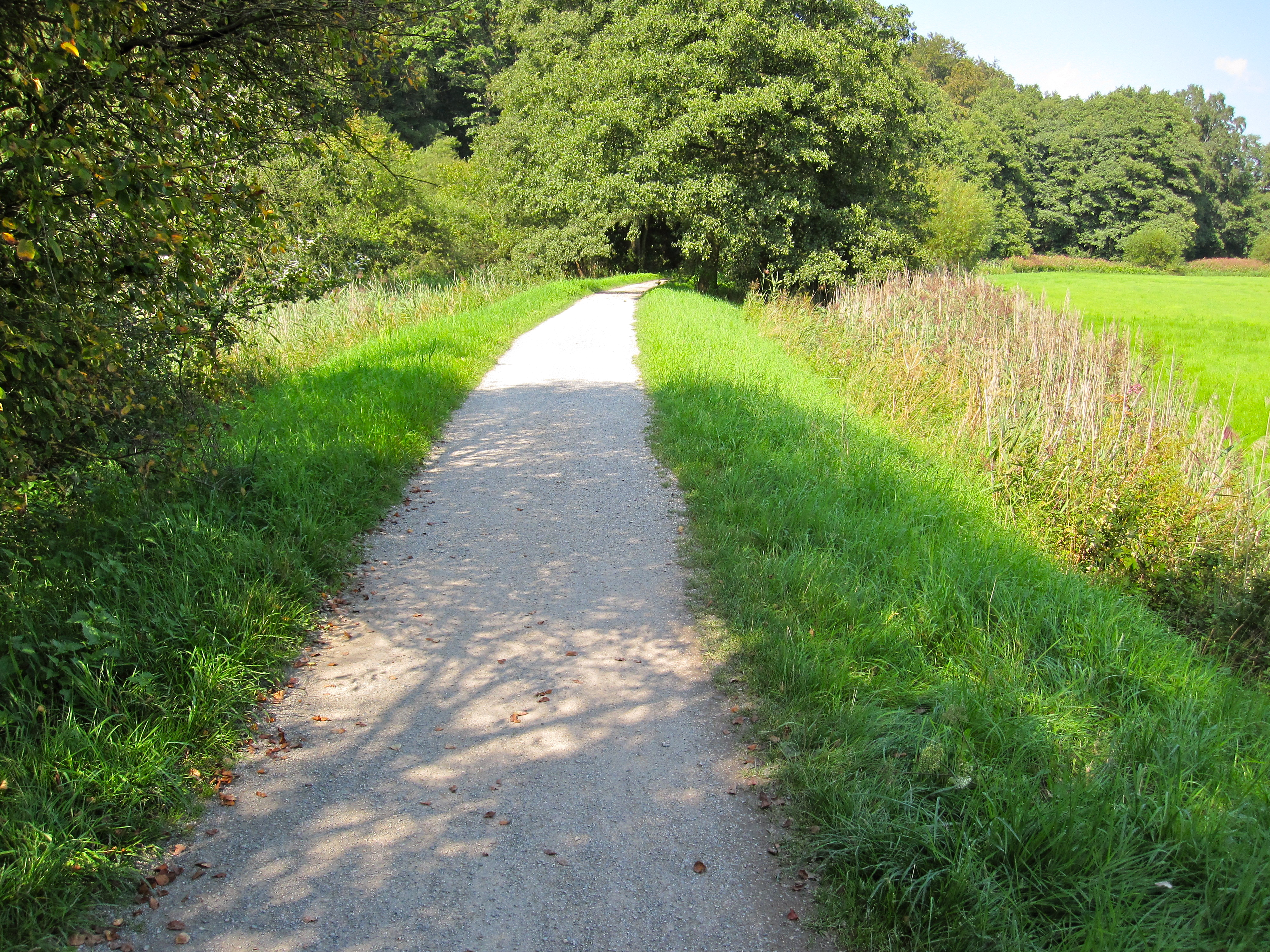
旧軽便鉄道の軌道跡

### 1945年以降
ヴァレンブリュック - シュペンゲ、ジートルング間の軽便鉄道は1963年11月2日に廃止された。
1843年から独立自治体ヴァレンブリュック、ヒュッカー＝アッシェン、シュペンゲ、バルデュッティングドルフ、レンツィングハウゼンで形成されていたアムト・シュペンゲは自治体再編により1969年1月1日に新たな自治体であるシュペンゲ市となった。かつての自治体は1969年以降オルツタイル（地区）と呼ばれるようになった。
1978年にナーゲルスホルツに地方空港を建設するという計画が多くの議論を呼んだ。この空港建設計画は1960年3月の当時のビーレフェルト郡、デトモルト郡、ビーレフェルト商工会、デトモルト商工会の会議で初めて提案され、1963年に公表された。これは、オストヴェストファーレン＝リッペ地方の地域空港に関する計画であった。1970年、空港の建設および運用に関する認可が州の担当省庁によってなされた。シュペンゲ市は、これに抗議した。この地域は1971年に当時のアムト・イェレンベック（ビーレフェルト郡）に編入されたが、1980年代にこの計画が最終的に頓挫した後、ビーレフェルト市の拡大に伴い、1982年7月1日に再びシュペンゲ市に移管された。これを契機に北の市役所前広場に記念樹が植えられた。
中世ヴェストファーレンの彫刻家によって制作されたマルティン教会の1470年頃の祭壇が、1993年に再び教会に戻された。

## 住民

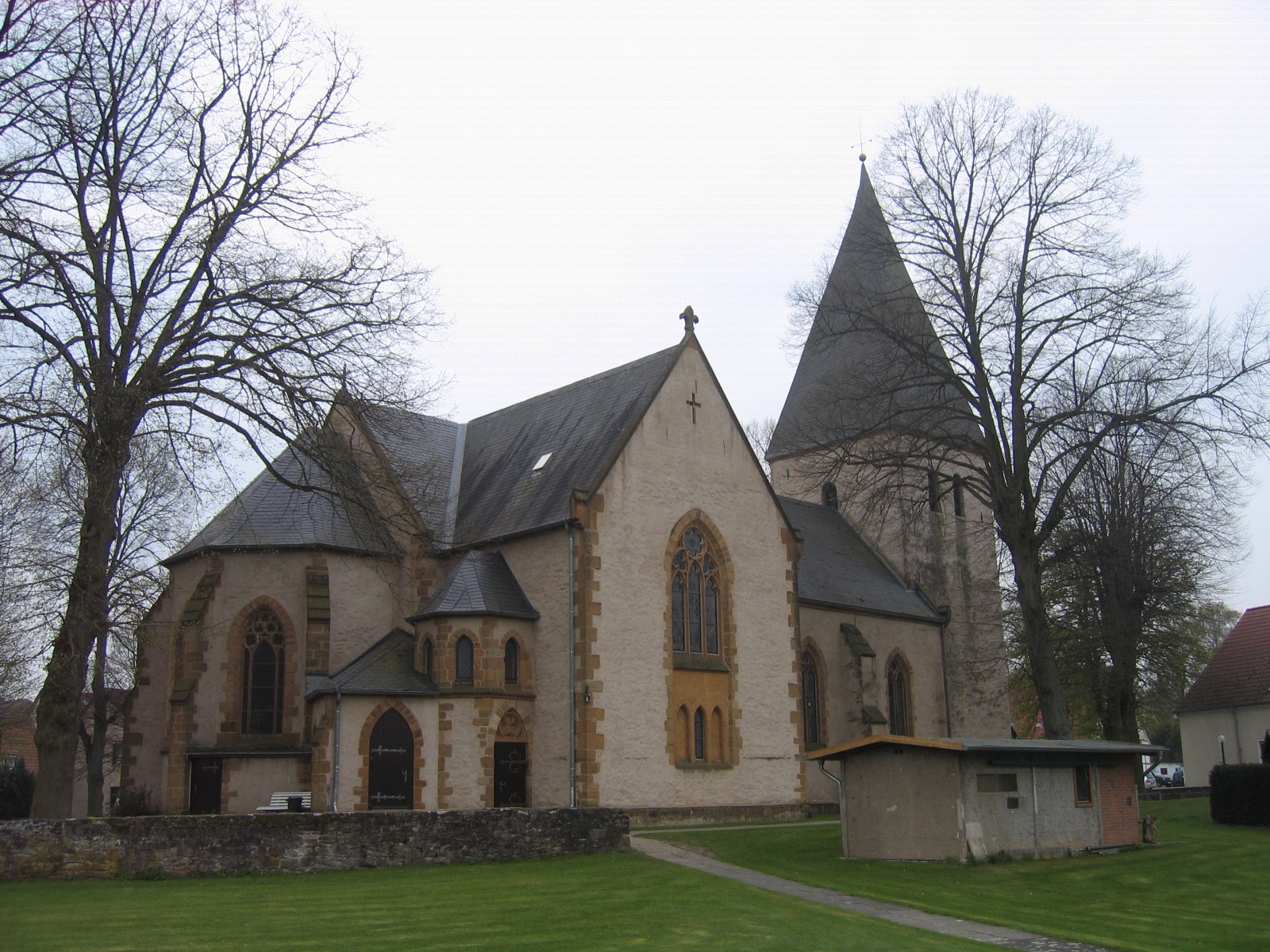
聖マルティン教会

### 宗教
住民の多数 (67.55 %) は福音主義＝ルター派の信者である。ローマ＝カトリック教会を信仰する者は 10.07 % である。22.38 % が無信仰、またはその他の宗派・宗教の信者であり、たとえば福音主義＝改革派教会、正教会、ムスリムを含む。

#### 福音主義教会
シュペンゲ福音主義＝ルター派教会は約 1万人の信者を擁し、聖マルティン教会を中心とするシュペンゲ＝ミッテ教区、クライン＝アッシェンの教会を中心とするヒュッカー＝アッシェン教区、マリエン教会を中心とするヴァレンブリュック教区、パウルス教会を中心とするレンツィングハウゼン教区に細分される。ニーダーザクセン州メレ市の地区であるグロース＝アッシェンには、ヒュッカー＝アッシェン教区に属す礼拝堂がある。

#### カトリック教会
カトリック教会の信者数は第二次世界大戦以後、追放民（主にシュレージエン地方のカトリック教徒からなる）の流入により急速に増加し、約 1,400人となった。ブッシェ＝ミュンヒ通りにあるカトリックの聖ヨーゼフ教会は1950年代に新築された。シュペンゲはパーダーボルン大司教区の一部であるヘルフォルト＝ミンデン首席司祭区に属す。聖ヨーゼフ教会はヴィドゥキントラント司牧会の一員である。

#### その他のキリスト教系宗教団体
シュペンゲには新使徒派教会がある。

#### ムスリム
ラーフェンスベルガー通りの、かつて別の用途に使われていた建物にモスクがある。

### 人口推移
以下の表にシュペンゲ市および、1968年まではこれに相当するアムト・シュペンゲの人口を示している。
| 年              | 人口（人） |
| --------------- | ---------- |
| 1961 (6月6日)   | 11,7913    |
| 1968 (12月31日) | 12,8411    |
| 1970 (5月27日)  | 12,7753    |
| 1972 (12月31日) | 13,1122    |
| 1974 (6月30日)  | 13,2632    |
| 1976 (12月31日) | 13,3862    |
| 1981 (12月31日) | 13,7202    |
| 1986 (12月31日) | 13,8732    |
| 1991 (12月31日) | 15,1632    |

| 年   | 人口（人） |
| ---- | ---------- |
| 1996 | 15,6912    |
| 2001 | 15,7962    |
| 2006 | 15,3722    |
| 2012 | 14,6812    |

1 アムト・シュペンゲ

2 ノルトライン＝ヴェストファーレン州データ管理・統計局

3国勢調査

## 行政

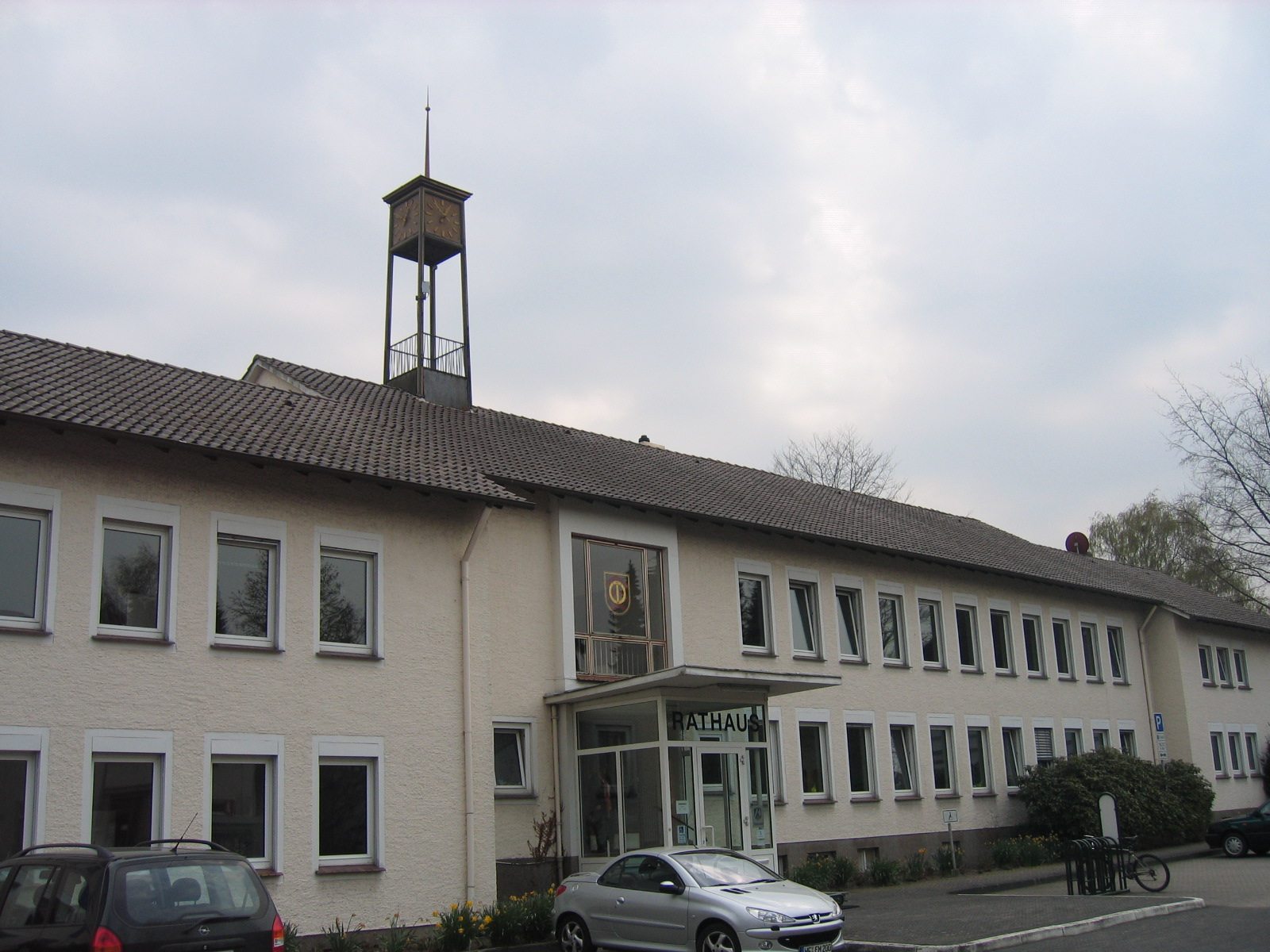
シュペンゲ市庁舎

### 首長
1995年から2009年までの市長はクリスティアン・マンツ (CDU) であった。彼は1995年11月1日に市議会によって選出され、市長に就任した。1999年と2004年に市の有権者による直接選挙で市長に選ばれた。2004年の選挙では第1回投票で 70.39 % の票を確認した。マンツは本市の初代専任市長となり、シュタットディレクター（市政責任者）は廃止された。
マンツは2009年の市長選挙に立候補せず、ヘルフォルト郡の郡長候補となった。後任のベルント・ドゥムッケ (SPD) は、CDUとFDPが推す候補者ヤン・クリスティアン・ヤンセンに対し、44.9 % の票を獲得して当選した。
市長およびアムト・シュペンゲのアムト長を以下の表に示す。アムト長は現在の市長と同格の存在ではなく、アムトを構成する5つの市町村が共同で施策を行う際の代表者に過ぎない。
- アムト・シュペンゲ:
  - 1946年 - 1948年: ハインリヒ・フレーゼ (SPD)
  - 1948年 - 1956年: ヴァルター・フォート (SPD)
  - 1956年 - 1964年: ハインリヒ・ヒルデブラント (SPD)
  - 1964年 - 1968年: ヴィルヘルム・フロベーゼ (SPD)
- シュペンゲ市:
  - 1969年 - 1984年: カール・オーベルマン (UWG)
  - 1984年 - 1995年: カール＝ハインツ・ヴィーゲルマン (SPD)
  - 1995年 - 2009年: クリスティアン・マンツ (CDU)
  - 2009年 - : ベルント・ドゥムッケ (SPD)

### シュタットディレクター
1969年以降のシュペンゲ市のシュタットディレクター、1968年までのアムト・シュペンゲのアムツディレクターは、市あるいはアムトの行政を運営した。シュタットディレクターのポストは1995年に廃止され、その権限は専任市長に引き継がれた。
- 1954年 - 1966年: ヨーゼフ・ローベルツ（アムツディレクター）
- 1966年 - 1995年: ギュンター・ヘミングハウス（1966年からアムツ・ディレクター、アムト・シュペンゲが市に昇格した1969年1月1日以降はシュタットディレクター）

### 市議会
シュペンゲ市の市議会は 32議席からなり、市長が議長としてこれに加わる。

### 紋章とモットー
市の紋章の図柄は、銀地（白地）に 3本の赤いシェブロン。それに重ねて金色（黄色）の円形のバックル (Spange)。その針は下を向いている。シェブロンは、かつてラーフェンスベルク伯領に帰属したことを示している。この紋章のシェブロン図形は互いに斜めに支え合う垂木の断面を示している。ラーフェンスベルク伯の紋章は銀地に 3本の赤いシェブロンで、プロイセンがこの伯領を引き継いだ後は、プロイセンの大紋章の一部に取り込まれている。この意匠は現在、この地域の多くの郡や市の紋章に使われている。たとえば、ビーレフェルト、フロートー、ミンデン＝リュベッケ郡である。バックル (Spange) は、市の名前 (Spenge) に基づいている。
市のモットーは、"Spenge, die aufstrebende Stadt im Grünen"（シュペンゲ、緑の中にそびえ立つ街）である。このモットーは、"Spenge, die freundliche Einkaufsstadt im Grünen"（シュペンゲ、緑の中の快適なショッピング都市）である。

### 姉妹都市
シュペンゲは、ヘルフォルト郡を介して間接的に他の都市と交流を行っている。

## 経済と社会資本

### 交通

#### 道路
アウトバーン A30号線は、本市の北わずか数 km を通っている。市の中心からブルーフミューレン・インターチェンジまたはビュンデ・インターチェンジまではわずか数 km である。
ビュンデ・インターチェンジは州道 L783号線および L546号線、ブルーフミューレン・インターチェンジは州道 L859号線、郡道 K19号線、ニーダーザクセンの K208号線および州道 L546号線でを経由する。
ビーレフェルトへは州道 L783号線、エンガーおよびヘルフォルトへは L712号線を利用する。

#### 公共交通機関

##### 鉄道
シュペンゲは、今は廃線となったヘルフォルト軽便鉄道の駅によって鉄道網に接続していた。

##### バス
以下のバス路線が運行している。
- 56系統: ビーレフェルト＝バーベンハウゼン南行き（ビーレフェルト市バス 3号線に接続する）
- 572系統: ビュンデ行き（多くはデマンドバス）
- 465/466系統: エンガーおよびヘルフォルト行き
- 89系統: ヴェルター、ハレ、フェルスモルト（多くはデマンドバス）

市民バスはヴァレンブリュック（666系統）、バルデュッティングドルフ（667系統）に利用することができる。

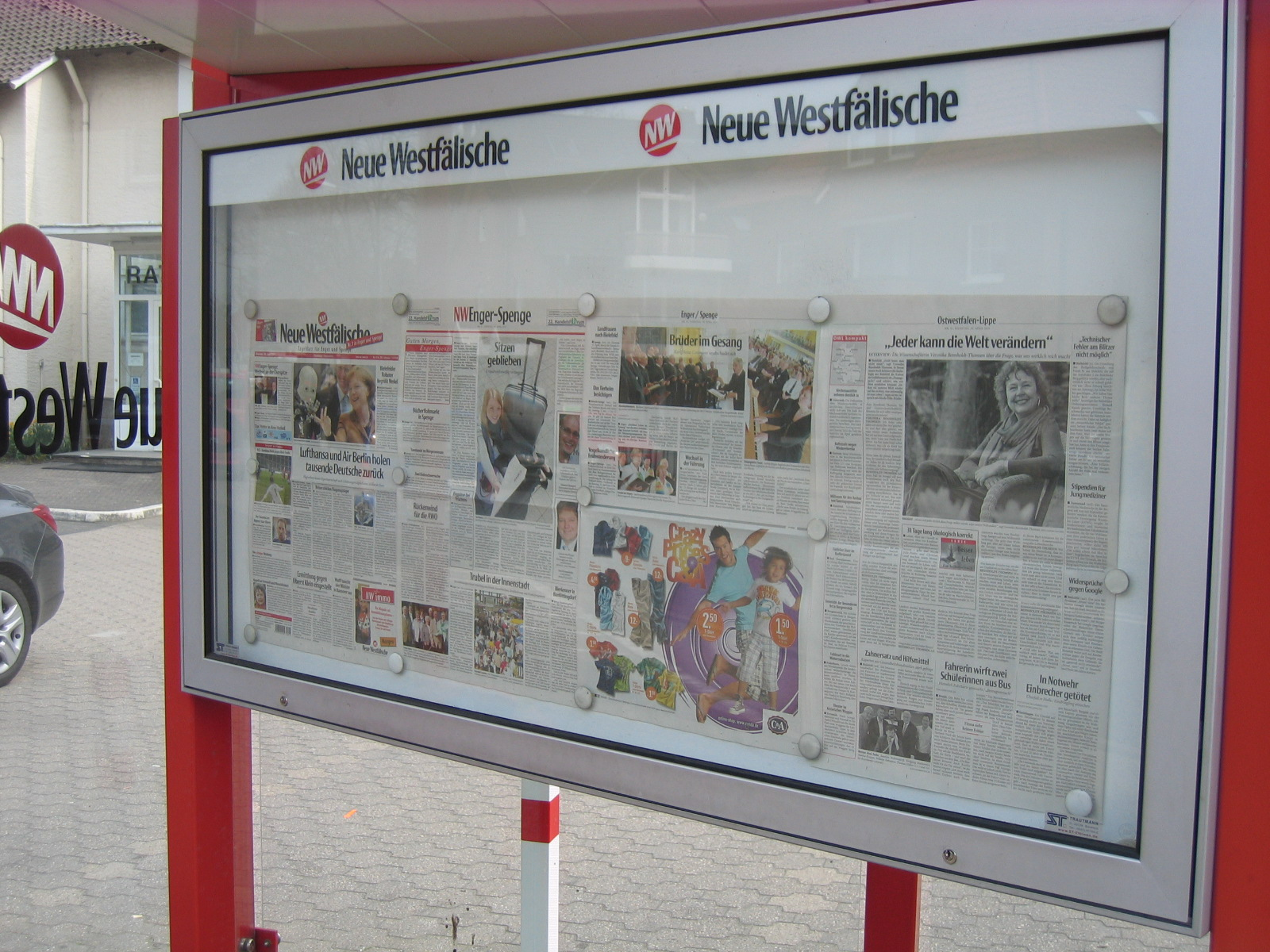
ノイエ・ヴェストフェーリシェのシュペンゲ向けローカル版

### メディア
日刊紙としては、シュペンゲ向けの地方版があるノイエ・ヴェストフェーリシェとヴェストファーレン＝ブラットが刊行されている。地方ラジオのラジオ・ヘルフォルトは、市内では 94.9 MHz で放送されている。

### 地元企業
シュペンゲの大きな職場は、主に中規模企業である。
- フロムホルツ: アームチェアやソファーなどのクッション入り家具製造業者
- フォルマー: ドッグフード製造業者
- パピーアフェアアルバイトゥング・ゲゼルシャフト mbH (PVG): メリタ・グループに属す掃除機の集塵用紙バッグ製造業者
- ハインツェ: ヘッティヒ・グループに属す家具用飾り金具製造業者
- デリウス: 1924年に設立された、絹織物用機械式織機製造業者。2006年に生産を中止した。建物は絹布の倉庫として利用されている。

### 公共機関

#### 司法と警察
警察署の庁舎は、シュペンゲ消防署とともにエッシュ通りにある。派出所はない。シュペンゲ警察監査局はヘルフォルト郡警察局に属す。

#### 健康衛生機関
シュペンゲには病院がない。最寄りの病院はビーレフェルト、ヘルフォルト、ビュンデにある。

#### スイミングプール
温水施設を有するヴェルブルガー・ヴァルトバートは、1950年代に建設された。元々は完全に電力による加熱であったが、1980年代の初めに太陽熱による加熱システムに置き換えられた。現在は空気 - 水ヒートポンプが加熱に利用されている。屋外プールは、8コースの 50 m プール、1 m 飛び込み台 2つと 3 m の飛び込み台が 1つを備えた飛び込み用プール、非水泳区域のウォータースライダー、子供用プール、これらを囲む日光浴場がある。
レンツィングハウゼン屋外プールは温水施設がないが、訪れる人々に心地よい日光浴場を提供している。

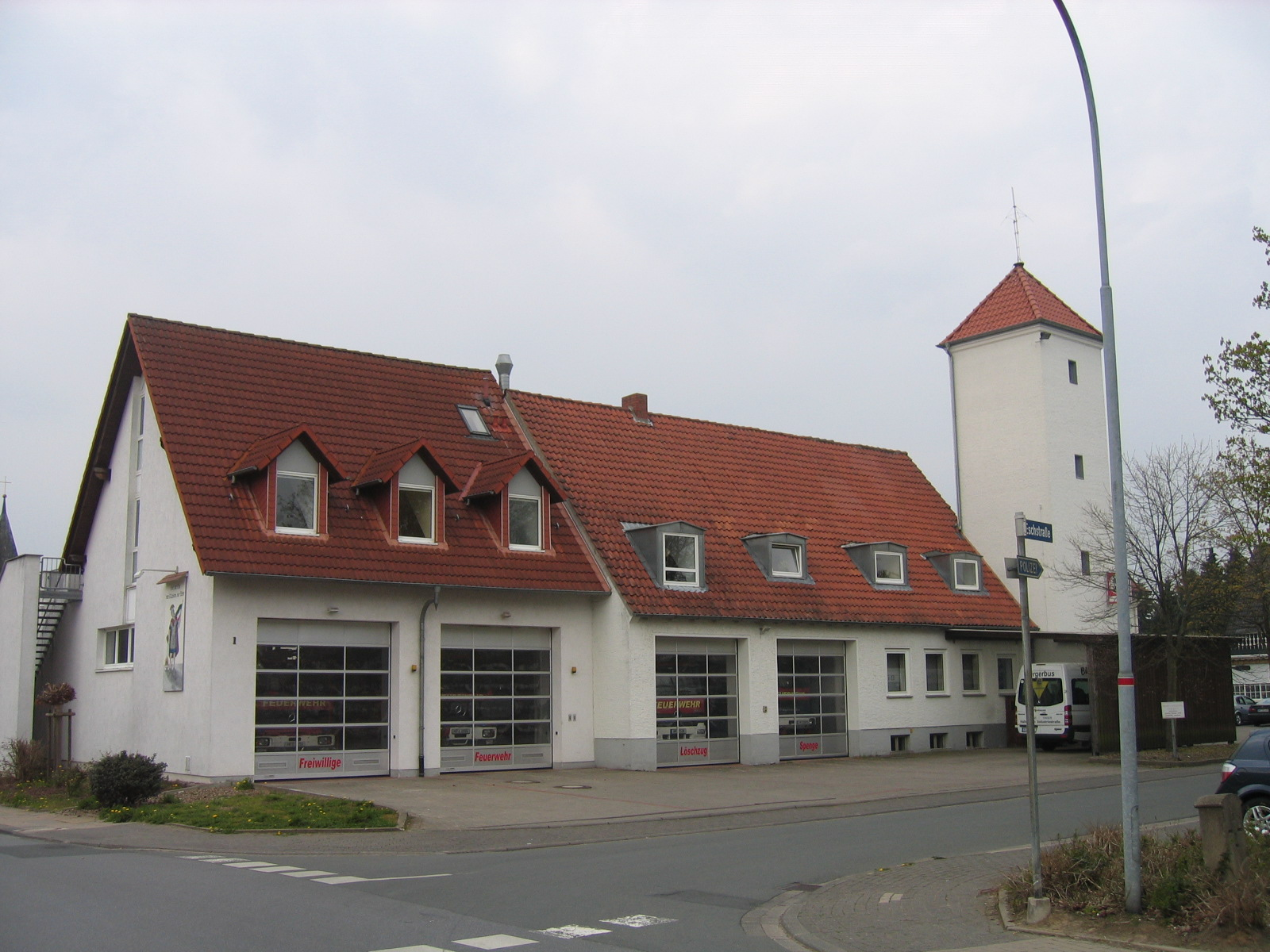
シュペンゲ消防団の消防署

#### 消防
シュペンゲ市の自衛消防団は、5つの駐在所を有している。
- シュペンゲ・ミッテ
- レンツィングハウゼン
- ヒュッカー＝アッシェン
- ヴァレンブリュック
- バルデュッティングドルフ

#### その他の公共機関
- シュペンゲ市民センターの図書館。約 3万点のメディアを所蔵する。この市立図書館は 1980年代まで、マルティンス教会に隣接する旧カントールハウス内に入っていた。
- 青少年・文化センター「シャルロッテンブルク」
- エンガー＝シュペンゲ音楽学校（隣接するエンガーと共同）

### 学校

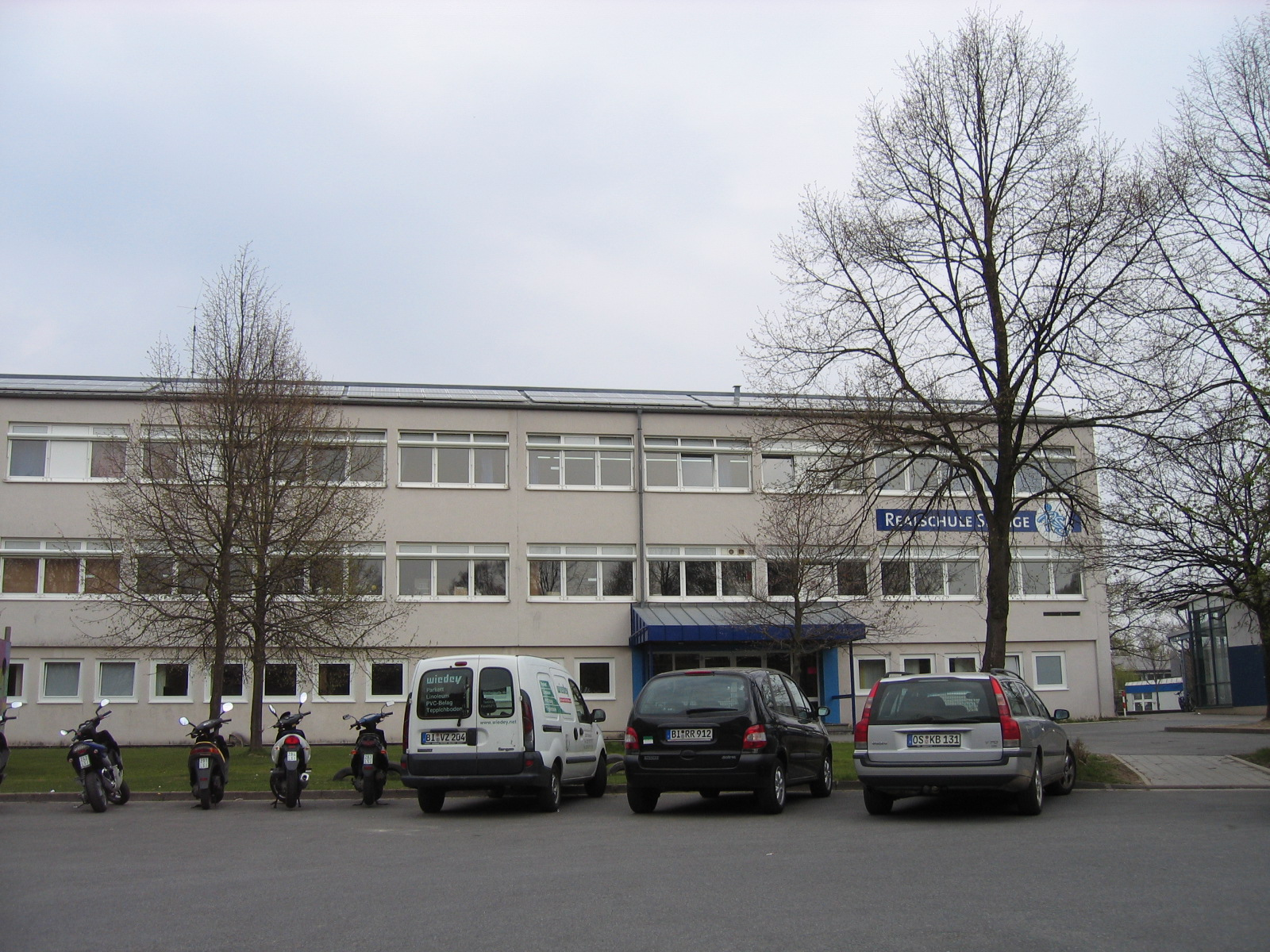
市立実科学校

#### 基礎課程学校
- シュペンゲ/ヒュッカー＝アッシェン基礎課程学校: ヒュッカー＝アッシェンの小さな村の学校がなくなって以後、ヒュッカー＝アッシェンの児童もシュペンゲ最大の基礎課程学校に通学するようになった。1980年まで現在のこの基礎課程学校の建物には本課程学校が入っていた。その前は国民学校であった。
- ヴァレンブリュック＝バルデュッティングドルフ基礎課程学校: バルデュッティングドルフのとても小さな村の学校である。
- レンツィングハウゼン基礎課程学校: 1963年定礎。

#### 総合学校
- レーゲンボーゲン総合学校: 実科学校の近くにあるシュペンゲ最大の学校で、アビトゥーアが修得可能なシュペンゲ唯一の学校である。

#### 実科学校
- 市立実科学校: 1950年代に設立された、シュペンゲに現存する最も古い学校である。

#### 特殊学校
- ハイデシューレ: ヴェスターエンガー（エンガー市）の特殊学校で、エンガー市と共同で運営している。

## 文化と見所

### 音楽
シュペンゲには多くの合唱団があり、特別な機会に公共の場で演奏を行っている。

### 建造物
特筆すべき建物としては、教会、ミューレンブルク城、および領主館のヴェルブルク館の現存部分が挙げられる。

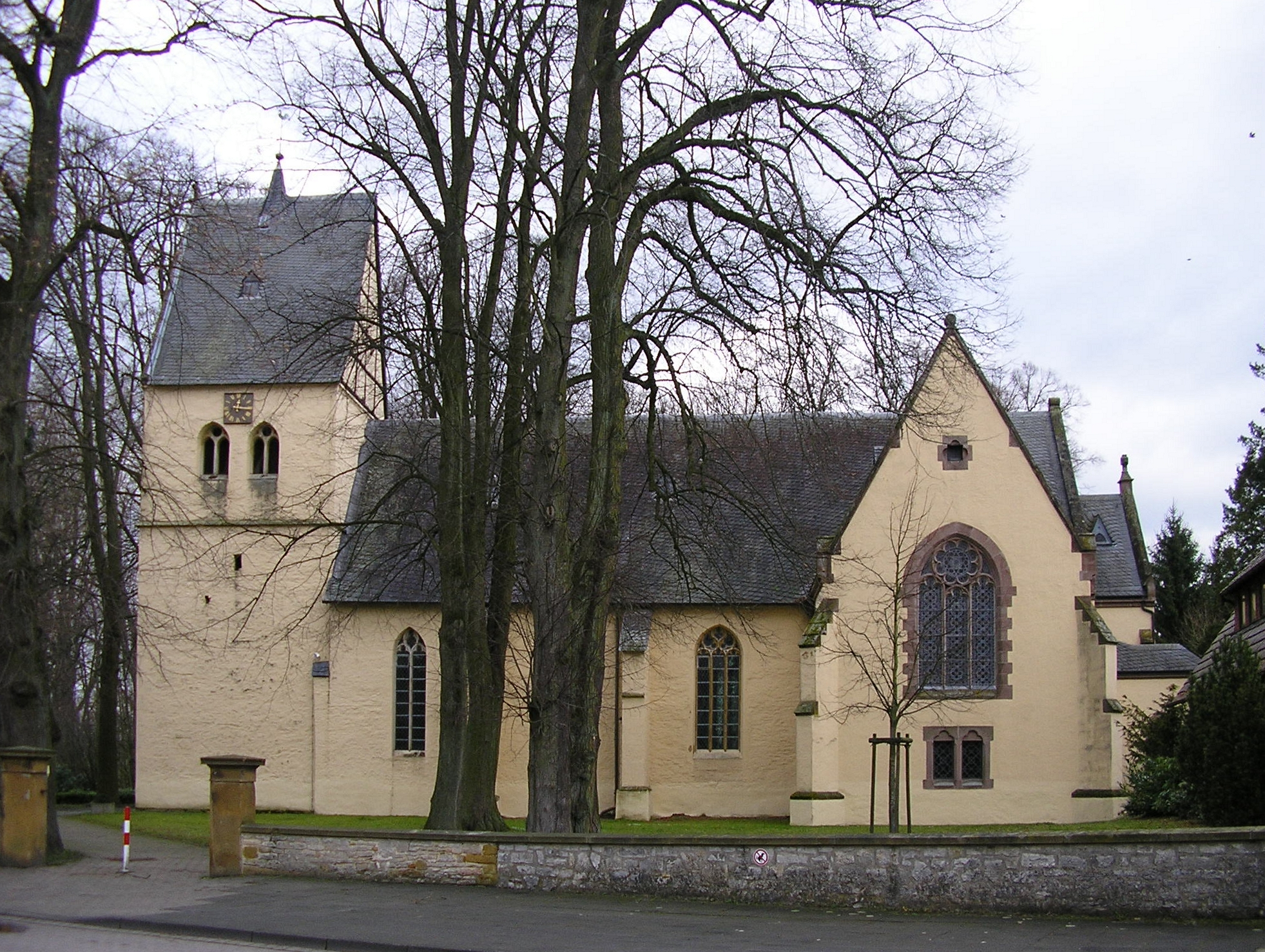
聖マリエン教会

#### 教会
- シュペンゲの福音主義ルター派の聖マルティン教会。1470年頃に製作されたマルティン祭壇を有する。前身はおそらく 9世紀に遡る。東部に1877年のネオゴシック様式の増築部を有するゴシック様式の長堂である。この増築により、古い内陣は翼廊の一部となり新たな内陣が設けられた。
- ヴァレンブリュックの福音主義ルター派のマリエン教会。最初の建物は、1096年頃に建設された。オルガンは1650年以前に建造された。
- 福音主義ルター派のパウルス教会（レンツィングハウゼン）
- 福音主義ルター派のクライン＝アッシェン教会
- カトリックの聖ヨーゼフ教会（1951/52年建造）

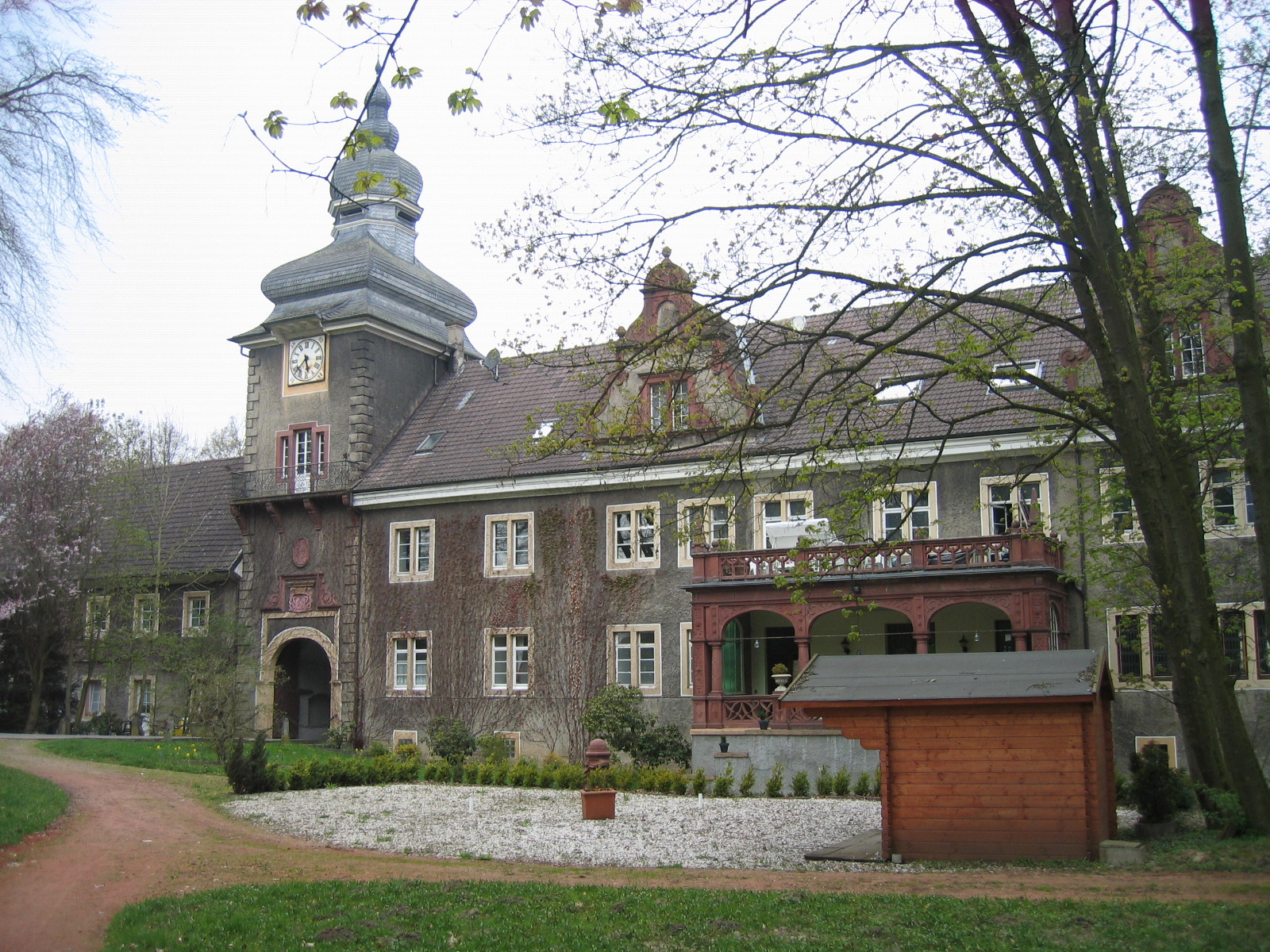
ミューレンブルク城

#### 城館と領主館
- ミューレンブルク城。1468年建造。傍らを流れるミューレンバッハ川は、境を接する水車を動かしていたが、1960年代に解体された。城の外にある付属建造物は現在、種子の倉庫として利用されている。
- ヴェルブルク館。1596年建造。領主館、門、2棟の事務棟からなる。門はミューレンバッハ川沿いのヴェーザールネサンス建築である。1990年代から戸籍役場の結婚式場がここに入居している。

#### その他
- ヒュッカー＝アッシェンの風車: 1831年に建造されたヴァル＝ホレンダー風車には、2005年に新たな翼が取り付けられた。
- 18世紀から 19世紀の数多くの農場建築、たとえばバルデュッティングドルフの1800年と1824年のデュッティングドルフおよびメンクの農場である。ヴァレンブリュックには、教会の向かいに1782年建造の牧師館と1717年建造の木組み建築がある。

- ヴェルブルク館の領主館
- ヴェルブルク館の門
- ヴェルブルク館の2棟の事務棟
- ヒュッカー＝アッシェンの風車

### 公園

#### カッツェンホルツ
いわゆるカッツェンホルツは、ミューレンブルク城の南の谷に位置している。この林は、1960年代と1970年代に公園風に整備された。1990年代以降構造物は自然に戻されていった。その間に陸地化したカモ猟の池の畔にはアウグスト・グリーゼの「Freund des Waldes」（森の友）という銘を持つ木彫がある。アウグスト・グリーゼは、1945年以降、ヘルフォルト郡の郡長を務めた人物である。ラントラーツヴェークは、ビーレフェルダー通り72番地およびタンネンヴェークとアルテ・ミューレンブルガー通りとの角を両端として林を通っている。

### 近郊保養地

#### ヒュッカー・モーア
保養地ヒュッカー・モーアは、市の北部ヒュッカー＝アッシェン市区に位置する湖沼である。約 12 ha の広さは、ヘルフォルト郡で最大の水域である。

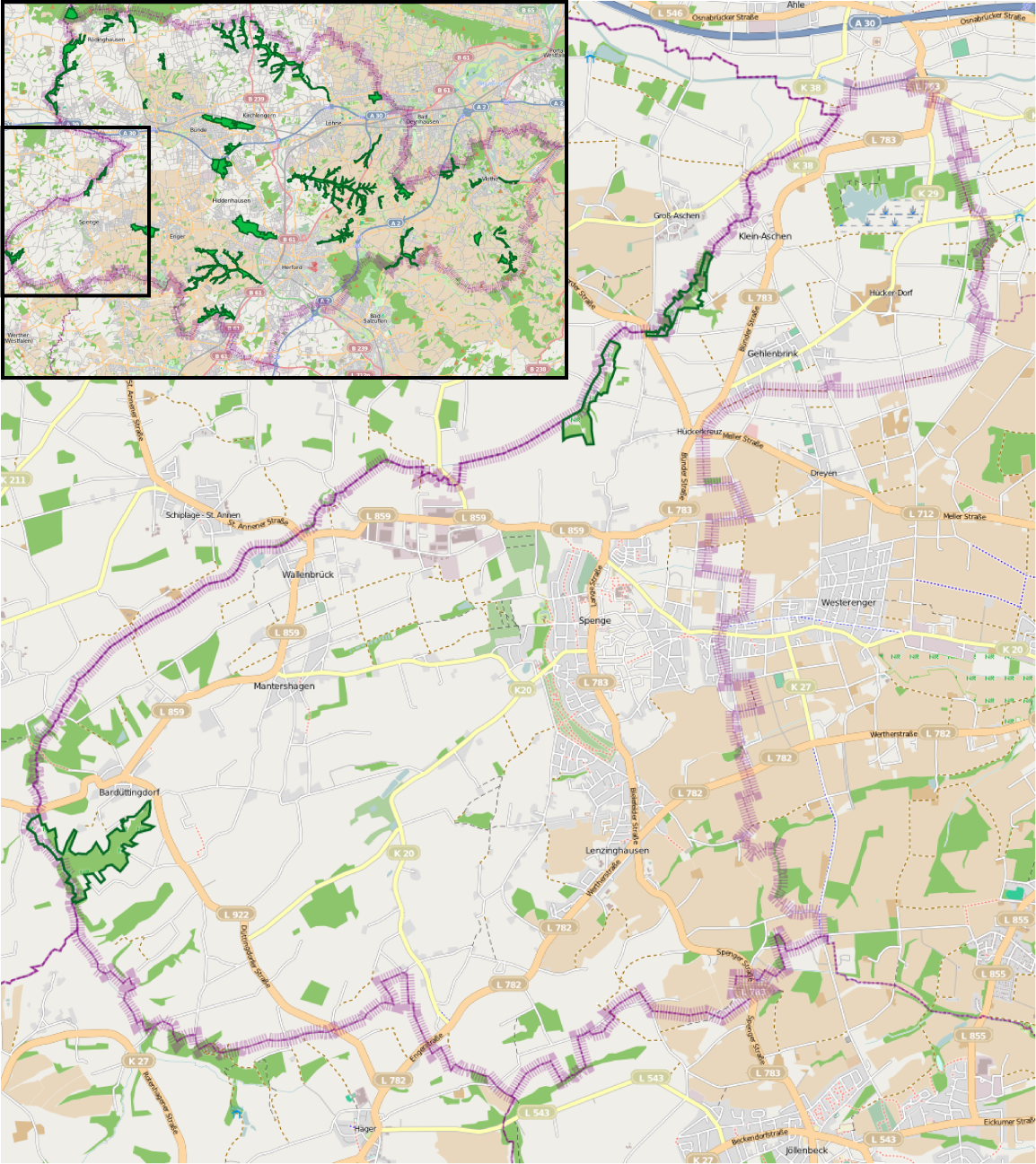
シュペンゲの自然保護区

### 自然保護区
シュペンゲ市内には 2つの自然保護区があり、総面積は約 56.2 ha である。これは市の総面積の約 1.4 % であり、面積でも占有率でもヘルフォルト郡最小である。その地域は以下の通りである。
1. ヴァルメナウ自然保護区: 北シュペンゲのマルトミューレとシュタングフェルトのヴァルメナウの右岸部分が自然保護区に指定されている。2つの部分の合計面積は約 27.1 ha である[20]。
2. トゥーレンブッシュ自然保護区: ズトルフとの市境沿いにあるトゥーレンブッシュは広さ 29.1 ha で、大部分が自然に密着した森林地域やいくつかの小さなトウヒの森や緑地からなる[20]。

### 風致保護区

#### シュペンガー・ミューレンバッハジーク
広大なシュペンガー・ミューレンバッハジークは、総面積 180 ha を包含している。この風致保護区は市の西部にある。

### スポーツ
体操・スポーツクラブ (TuS) シュペンゲは、2008年までハンドボール・ブンデスリーガ 2部でプレイしていた。2008 / 09 年シーズンから TuS シュペンゲの第1チームはレギオナルリーガに所属している。
ヴェルブルガー・ヴァルトには、1970年代の初めからフィールドアスレチック・コースが設けられている。これはかつて本課程学校の体育の授業で利用されてもいた。大衆スポーツとしてジョギング、エアロビクス、テニスが流行するにつれ、この施設は重要性を失い、現在では完全に荒廃している。

### 年中行事
- シュペンガー・ポル: 元々は年の市で、現在は射撃祭も一緒に行われている。6月初旬。
- ヴァレンブリュックのドルフゲマインシャフトフェスト（村祭り）、ライトハレ。初夏。
- フェリエンシュピーレ（休暇活動）: 夏休みの学童のための休暇活動。2004年まではシュペンゲ市が、2005年以降はシュペンゲ市の福音主義教会団体が主催している。夏休み期間の第2、第3、第4週の月曜日から金曜日の午前・午後に行われる。
- シュペンゲの市祭: 地元の商店組合の主催で、9月の第2週末に開催される。
- シュペンガー・フィルムフォーラム: 地元の映画館ツェントラールテアターでの「特別な映画」の上映。毎月第1水曜日に開催されている。主催者はシュペンゲ文化部とツェントラールテアターである。
- フライバートフェーテ（屋外プール・パーティー）: 毎年8月にヴェルベルガー・ヴァルトバートでシュタットユーゲントリング e.V. の主催で開催される。

## 人物

### 出身者
- エーベルハルト・ヴェルディン（1911年 - 1991年）作曲家、音楽教育者
- フリードリヒ＝ヴィルヘルム・グレーフェ・ツー・バーリングドルフ（1942年 - ）政治家。

## 引用
1. ↑  Bevölkerung der Gemeinden Nordrhein-Westfalens am 31. Dezember 2023 – Fortschreibung des Bevölkerungsstandes auf Basis des Zensus vom 9. Mai 2011
2. ↑  Max Mangold, ed (2005). Duden, Aussprachewörterbuch (6 ed.). Dudenverl. p. 737. ISBN 978-3-411-04066-7
3. ↑  Erdwärme nutzen: Geothermie-studie liefert Planungsgrundlage PDF（2014年1月11日 閲覧）
4. 1 2  Kommunalprofil Spenge, Stadt, Information und Technik Nordrhein-Westfalen. Geschäftsbereich Statistik (PDF)（2014年1月11日）
5. ↑  シュペンゲ市基本条例（2002年3月1日版）PDF（2014年1月11日 閲覧）
6. ↑  Stadtinformationen, Stadt Spenge（2014年1月11日 閲覧）
7. ↑  気温
8. ↑  降水量
9. ↑  日照時間
10. ↑  Wolfgang Böhm: 90 Jahre SPD Mennighüffen（2014年1月13日 閲覧）
11. ↑  Antje Kreft und Julia Lüttmann: (Spenge/Hücker-Aschen) Unbekannte schänden Franziska-Spiegel-Stein / Bronzetafel gestohlen und Hakenkreuz hinterlassen（2014年1月13日 閲覧）
12. ↑  Gesetz zur Neugliederung des Landkreises Herford und der kreisfreien Stadt Herford § 5.（2014年1月19日 閲覧）
13. ↑  Martin Bünermann: Die Gemeinden des ersten Neugliederungsprogramms in Nordrhein-Westfalen. Deutscher Gemeindeverlag, Köln 1970, p. 75.
14. ↑  27. Februar 1963: Nagelsholz wird als möglicher Nahverkehrsflughafen für OWL der Öffentlichkeit vorgeschlagen（2014年1月19日 閲覧）
15. ↑  [Statistisches Bundesamt (Hrsg.): Historisches Gemeindeverzeichnis für die Bundesrepublik Deutschland. Namens-, Grenz- u. Schlüsselnummernänderungen bei Gemeinden, Kreisen u. Reg.-Bez. vom 27.5.1970 bis 31.12.1982. Kohlhammer, Stuttgart/Mainz 1983, ISBN 3-17-003263-1, p. 323.
16. ↑  Zensus 2011, ノルトライン＝ヴェストファーレン州情報技術局（2014年1月19日 閲覧）
17. ↑  Kommunalwahlen - Kommunalwahlen 2004 - Wahl der Bürgermeister(innen) der kreisangehörigen Gemeinden - Spenge, Stadt, ノルトライン＝ヴェストファーレン州選挙管理委員会（2014年1月19日 閲覧）
18. ↑  Kommunalwahlen - Kommunalwahlen am 30.08.2009 - Wahl der Bürgermeister(innen) der kreisangehörigen Gemeinden - Spenge, Stadt, ノルトライン＝ヴェストファーレン州選挙管理委員会（2014年1月19日 閲覧）
19. ↑  Kommunalwahlen - Kommunalwahlen am 30.08.2009 - Wahl der Räte der kreisangehörigen Gemeinden - Spenge, Stadt, ノルトライン＝ヴェストファーレン州選挙管理委員会（2014年1月19日 閲覧）
20. 1 2  Biologische Station Ravensberg（2014年1月23日 閲覧）